# 東紐華克
東紐華克（英語：East Newark）是美國紐澤西州哈德遜縣的一座城鎮，隔著帕塞伊克河與紐華克相望。有人口2,452人。該城鎮成立于1895年7月2日。當地总面积为0.32平方公里，其中陆地面积为0.27平方公里，水域面积为0.06平方公里。

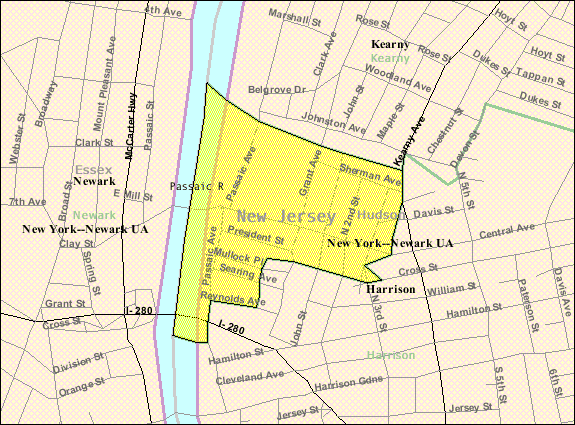
東紐華克地圖